# Deathstars
Deathstars jsou švédská industrial metalová skupina založená roku 2001. V současnosti má tři členy.

## Členové

### Současní
- Andreas "Whiplasher Bernadotte" Bergh - zpěv
- Jonas "Skinny Disco" Kangur - bas a pomocné vokály
- Emil Nödtveidt "Nightmare Industries" - kytara

### Sezónní
- Ann Ekberg – dodatečný ženský zpěv
- Johanna Beckström – dodatečný ženský zpěv
- Adrian Erlandsson - sezónní bicí
- Oscar Leander - sezónní bicí

### Bývalí
- Erik "Beast X Electric" Halvorsen - kytara
- Ole Öhman "Bone W. Machine" - bicí
- Eric Bäckman "Cat Casino" - kytara
- Oscar "Vice" Leander - bicí

## Diskografie

### Vydaná alba
- 2002: Synthetic Generation
- 2006: Termination Bliss
- 2009: Night Electric Night
- 2014: The Perfect Cult
- 2023: Everything Destroys You

### Kompilace
- 2011: The Greatest Hits on Earth (best of album)

### Singly
- 2001: „Synthetic Generation“
- 2002: „Syndrome“
- 2005: „Cyanide“
- 2006: „Blitzkreig“
- 2009: „Death Dies Hard“
- 2011: „Metal“
- 2014: "All The Devil´s Toys"

### Videa
- 2001: „Synthetic Generation“
- 2002: „Syndrome“
- 2005: „Cyanide“
- 2006: „Blitzkrieg“
- 2007: „Virtue to Vice“
- 2009: „Death Dies Hard“
- 2011: „Metal“
- 2014: „All The Devils Toys"